# Хидровъзел „Александър Стамболийски“
Хидровъзел „Александър Стамболийски“ е хидротехническо съоръжение в северна България, разположено по течението на река Росица в областите Велико Търново и Габрово.
Хидровъзелът събира води от северните склонове на Стара планина. Основното строителство е извършено през 1948 – 1953 година, като отделни съоръжения продължават да се изграждат до 1962 година. Язовир „Александър Стамболийски“ е публична държавна собственост и е поддържан от Националната електрическа централа, която е собственик и подязовирния ВЕЦ „Росица 1“. ВЕЦ „Росица 2“ и ВЕЦ „Росица 3“ са частна собственост, а повечето останали съоръжения на хидровъзела са на държавното предприятие „Напоителни системи“.

## Структура
Основното съоръжение на хидровъзела е язовир „Александър Стамболийски“, построен на средното течение на Росица, над село Горско Косово. Той има общ завирен обем 205,5 млн. m³ и обща залята площ 17 km². Язовирната стена е каменна зидана гравитачна, с височина 66 m и дължина по короната 380 m.
Непосредствено под язовирната стена е разположена ВЕЦ „Росица 1“, пусната в експлоатация през 1954 година. Тя е оборудвана с една капланова турбина с инсталирана мощност 7,521 MW. От нея водите се подават по дълъг 12,8 km деривационен канал към завършената през 1961 година ВЕЦ „Росица 2“ при село Росица. Тя има две францисови турбини с обща инсталирана мощност 3,2 MW. Обработените води продължават към ВЕЦ „Росица 3“ при Михалци, пусната в експлоатация през 1950 година. Тя има една капланова турбина с мощност 280 kW. Работата и на трите централи е зависима от подаването на води за напояване и водоснабдяване, като разпределителните устройства се контролират от „Напоителни системи“.
Напоителната система „Росица“ доставя води от язовира до обработваеми земи в землищата на Росица и Бяла черква. Тъй като водовземането от язовира е изпълнено на голяма дълбочина, подаваните води са с ниска температура, което е неблагоприятно за развитието на земеделските култури.